# Raoul Chavialle
Louis, Jean-Baptiste, Raoul Chavialle est un médecin général inspecteur né le 21 novembre 1897 à Collandres (Cantal), décédé le 26 février 1991 au Val de Grâce à Paris.
Après un primaire à l'école communale de Collandres, il poursuit sa scolarité comme pensionnaire au lycée Émile-Duclaux (Aurillac - Cantal) où il obtient son baccalauréat.

## Première Guerre mondiale
Le 8 janvier 1916, Raoul Chavialle est incorporé au 116e Régiment d'artillerie lourde de Castres (Tarn). Le 7 juin 1917 à 16 h 30, il est blessé au Bois de Beau-Marais, au nord-ouest de Pontavert(Aisne). Il reçoit la Croix de guerre avec citation et palme. Le 18 juillet 1917, il est promu maréchal des logis. Et le 1er mars 1918, il est nommé sous-lieutenant au feu. Il est muté au 311e régiment d’artillerie lourde et est démobilisé en septembre 1919.

## Entre-deux-guerres
Il s’inscrit à la faculté de droit de Paris pour passer une licence, puis s’inscrit à la faculté de médecine de Saint-Antoine (Paris). À l’issue de deux années, il s’inscrit en médecine militaire où il est admis à l'École du service de santé militaire de Lyon, aujourd'hui École du service de santé des armées de Lyon-Bron, en décembre 1921. Il est reçu docteur en médecine en décembre 1924 après avoir soutenu une thèse intitulée Contribution à l’étude de la méningococcie à forme foudroyante : les lésions hémorragiques des capsules surrénales, le syndrome d’insuffisance surrénale suraiguë. Après des stages dans différents hôpitaux du gouvernement militaire de Paris de 1924 à 1926, il est affecté au 3e régiment d’aviation de Châteauroux de 1927 à 1929 (Indre).
Puis rejoint l’École militaire d’infanterie et de chars de combat de Saint-Maixent (Deux-Sèvres) de 1930 à 1934. Là, il y rencontre le général Michelin qui le décore du grade de chevalier dans l’ordre de la Légion d’honneur en 1932. Il est alors médecin capitaine.
Nommé médecin commandant en 1935, il quitte Saint-Maixent pour le 5e régiment d’infanterie de Courbevoie (Hauts-de-Seine) pour l’École supérieure d’éducation physique de Joinville-le-Pont (ancêtre de l'INSEP) (Val-de-Marne).

## Seconde Guerre mondiale
En 1940, il commande l’ambulance médicale no 25, puis le groupe de santé divisionnaire no 97/7e DINA (division d'infanterie nord-africaine). Sa conduite lui vaut une citation le 2 juillet 1940 à l’ordre du régiment : « pour, dans les circonstances les plus difficiles, avoir donné un bel exemple des plus belles qualités militaires ».
Il rejoint une nouvelle affectation à l’École d’instruction sportive de Pau (Pyrénées Atlantiques) où le franchissement le 11 novembre 1942 de la zone libre le décide à poursuivre le combat. Et à l’aide d’un passeur alpiniste chevronné, guide de haute montagne, Henri Barrio, franchit les Pyrénées par les cols de la vallée d’Aspe. Pour donner l’exemple, c’est en uniforme, décorations pendantes qu’il franchit la frontière. Il est arrêté par la garde civile espagnole et détenu au Camp de concentration Miranda de Ebro. Il en sortira grâce à l’action du consul de France à Saragosse pour rejoindre Alger.

### Campagne d'Italie

Piper-Cub.

Il intègre l’Armée d’Afrique puis le Corps expéditionnaire français en Italie. Il dirige l’hôpital de campagne no 425 en septembre 1943 (en Italie) et est nommé directeur du Service de Santé de la 4e division marocaine de montagne (4e D.M.M.) le 29 février 1944,. Il participe à la Campagne d’Italie et à la bataille du Monte Cassino où ses innovations (jeeps médicales, évacuation sanitaire par Piper-Cub ou EVASAN et hôpital de campagne avancé) sauvent bien des vies et font l’admiration du général Mark Wayne Clark qui commandait alors l’armée américaine,,,.
Il est blessé en visitant les premières lignes près du Garigliano. Il participe, avec les autres Français, à l’entrée victorieuse dans Rome et est de ceux qui sont reçus par le souverain pontife. Le 22 septembre 1944, il est élevé au grade d’officier de la Légion d’honneur.

### Campagnes de France, d'Allemagne et d'Autriche
Il rejoint la première armée française du général Jean de Lattre de Tassigny comme directeur du service de santé de la 4e D.M.M. Il participe aux campagnes de France, d’Allemagne, d’Autriche,. Il termine la Seconde Guerre mondiale avec 4 citations dont une au corps d’armée sur sa Croix de guerre.

## École du Service de santé des armées de Lyon

Raoul Chavialle.

Il est nommé médecin général le 1er août 1949 comme directeur de l’école du service de santé militaire de Lyon de 1947 à 1954 (membre consultant du comité consultatif de Santé, le 23 janvier 1948). Il participe activement à la reconstruction des bâtiments de l’École du service de santé militaire avenue Berthelot. Il instaure le parrainage des promotions, veille à la qualité des enseignements médicaux, scientifiques et militaires des futurs médecins et fait ériger un grand mat pour les couleurs dans la cour de l’École. Il est choisi comme parrain de la promotion 2012 de l'École de santé des armées de Bron, dont le baptême a eu lieu le 5 octobre 2013.

## Algérie
Il est nommé directeur du service de santé de l’Afrique du Nord et de la 10e région militaire le 8 décembre 1954 jusqu’au 15 mai 1958, puis inspecteur du service de santé de l’armée de Terre. Il passe en 2e section le 2 novembre 1959.

## Décorations
- : Grand Officier de la Légion d'honneur (1959)
- : Grand Croix de l'Ordre National du Mérite (1985)
- : Croix de guerre 1914-1918 - une citation
- : Croix de guerre 1939-1945 - quatre citations dont deux au Corps d'Armée
- : Croix de la Valeur Militaire - avec étoile de vermeil
- : Officier des Palmes académiques (1957)
- : Médaille des évadés
- : Croix du Combattant
- : Médaille des Blessés Militaires
- : Médaille commémorative de la campagne d'Italie 1943-1944
- : Commandeur de l'Ordre de la Santé publique (1957)
- : Médaille d'Argent d'honneur du Service de Santé des Armées